# Daitona
Daitona è un film italiano del 2019 diretto da Lorenzo Giovenga.

## Trama
La vicenda si svolge nell'arco di ventiquattro ore nella città di Roma. Il giovane Daitona, che ha un passato di scrittore dal successo effimero per un unico romanzo pubblicato da adolescente, si sveglia in una stanza sconosciuta, senza memoria di come si sia trovato lì e di cosa sia accaduto, con il suo casco insanguinato. Riceve una chiamata da una misteriosa donna che lo intima di portare un certo "Passero Rosso" in un determinato luogo. Con l'intenzione di capire cosa sia il "Passero Rosso" ma soprattutto per ricostruire gli avvenimenti dimenticati, Daitona inizia così ad affrontare una serie di peripezie, incontri con personaggi stravaganti ed equivoci a catena.

## Produzione
Il film è prodotto dall'omonima casa di produzione Daitona SRL con un budget estremamente limitato, senza alcun supporto di fondi pubblici. Le riprese sono state realizzate nella primavera 2016 a Roma. Oltre al protagonista Lorenzo Lazzarini e ai comprimari Luca Di Giovanni e Lina Bernardi, il film vede la partecipazione nel cast anche di Ornella Muti.

## Distribuzione
Il film è uscito il 27 giugno 2019 nelle sale cinematografiche italiane, distribuito da Distribuzione Indipendente.
Lo stesso anno il film viene commercializzato su DVD distribuito da CG Entertainment.

## Critica
Il lungometraggio ha ricevuto diverse recensioni. Il portale web comingsoon.it lo ha salutato come "il Disaster Artist italiano fatto con sudore, valore e dignità". Paola Casella di MYmovies.it gli assegna 2 stelle su 5 definendolo "un film ispirato all'estetica del web ma senza una vera coerenza narrativa". Maurizio Ermisino di Movieplayer.it gli assegna 1,5 stelle su 5, affermando che "il film prende la trama di un noir grottesco (e piuttosto incompiuto) che lascia spiazzato chi lo guarda".

## Riconoscimenti
Daitona è stato presentato nel 2018 in concorso al festival internazionale Films Infest di Palma di Maiorca (Spagna) vincendo i seguenti premi: Miglior attore protagonista nella categoria “Film internazionali”, Miglior montaggio nella categoria “Film internazionali”, menzione d'onore all'interpretazione di Ornella Muti.